# Cephaloziella divaricata
Cephaloziella divaricata là một loài rêu tản trong họ Cephaloziellaceae. Loài này được (Sm.) Warnst. miêu tả khoa học lần đầu tiên năm 1902.

## Hình ảnh

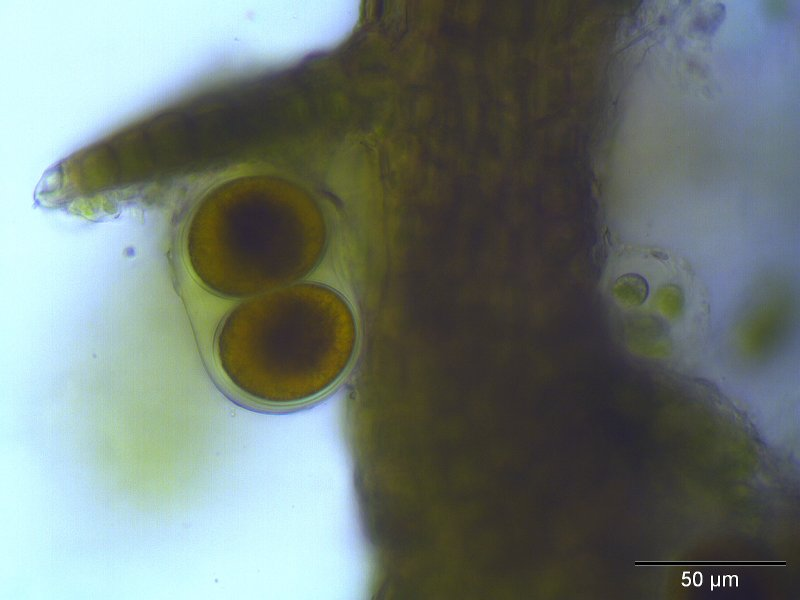
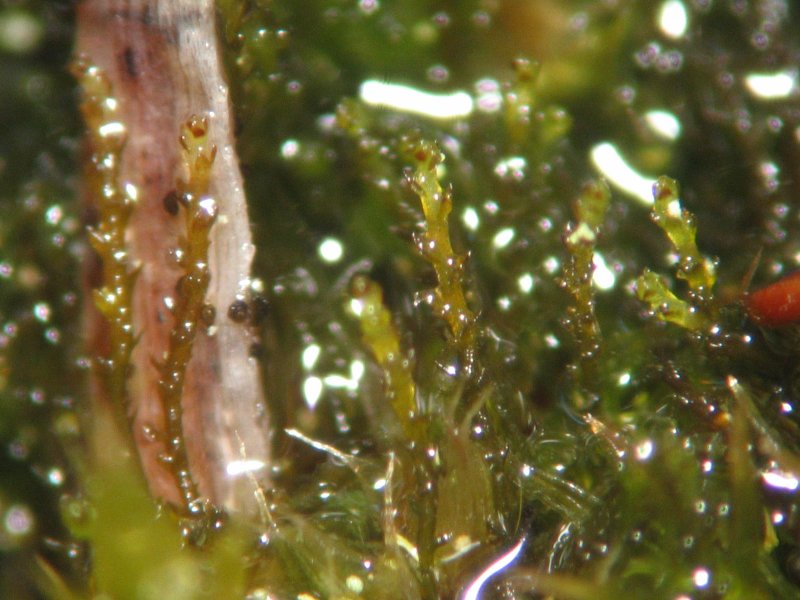